# Dominica
A Dominica (não confundir com a República Dominicana, localizada na porção leste da ilha Hispaniola) ou Domínica (pronunciado em português europeu, consoante a acentuação: [dɔmiˈnikɐ, duˈminikɐ]; pronunciado em português brasileiro, consoante a acentuação: [domiˈnikɐ, doˈminikɐ]; em inglês:  Dominica, pronunciado: [ˌdɒmɪˈniːkə]; em francês: Dominique, pronunciado: [dɔminik]; em caribe: Wai‘tu kubuli), oficialmente Comunidade da Dominica (em inglês: Commonwealth of Dominica), é um Estado soberano insular constituído pela ilha homónima e situado no mar das Caraíbas / Caribe, mais precisamente na região das Pequenas Antilhas. Os seus vizinhos são dois departamentos ultramarinos franceses: Guadalupe, a nor-noroeste, e Martinica, a sudeste. Tem uma área de 750 km², sendo o seu ponto mais alto o Morne Diablotins, com 1 447 m. A Comunidade da Dominica tem 71 293 habitantes, de acordo com o censo de 2011. A sua capital e maior cidade é Roseau.
A Dominica é alcunhada de "Ilha Natureza das Caraíbas" devido à sua beleza natural não alterada. É a ilha mais recente das Pequenas Antilhas, ainda apresentando atividade geotermal vulcânica, como evidenciado pela fonte termal Boiling Lake. A ilha apresenta ainda áreas luxuriantes de floresta tropical montanhosa, habitat de variadas espécies raras de fauna e flora. Existem algumas zonas xéricas nas zonas costeiras ocidentais, mas o interior é chuvoso. O papagaio-imperial, a ave nacional, está representado na bandeira. A economia dominiquense dependente fortemente do turismo, da agricultura e de impostos elevados.
Cristóvão Colombo batizou a ilha com o nome do dia da semana em que esta foi avistada, 3 de novembro de 1492, um domingo (dominica em latim). No século subsequente à descoberta da ilha, a Dominica permaneceu isolada, servindo como abrigo para muitos caribes fugidos de outras ilhas vizinhas, à medida que as potências europeias colonizavam a região. França cedeu formalmente a possessão da Dominica à Grã-Bretanha em 1763. Esta estabeleceu uma pequena colónia no território em 1805.
A emancipação dos escravos africanos por todo o Império Britânico em 1834 permitiu que em 1838 a Dominica fosse a primeira colónia caribenha britânica a ter uma legislatura controlada por uma maioria negra. Em 1896, o Reino Unido reassumiu o controlo direto da ilha, transformando-a numa colónia da coroa. Meio século depois, de 1958 a 1962, a Dominica fez parte integrante da Federação das Índias Ocidentais, constituindo-se como uma das suas províncias. A 3 de novembro de 1978, tornou-se independente.

## História

### Colonização
Tribos guerreiras caraíbas habitavam a ilha de Dominica antes da chegada de Cristóvão Colombo, em 1493. O relevo acidentado da ilha retardou sua exploração pelos europeus, mas sua posição estratégica fez dela centro de disputa entre ingleses e franceses no século XVII.
Os ingleses tomaram posse da ilha em 1783. Conflitos entre colonos e nativos levaram à quase extinção dos caraíbas — daí a predominância atual de negros, descendentes de escravos, na população.

### Independência
Dominica fez parte da Federação das Ilhas de Sotavento, de 1871 a 1939, e das Ilhas de Barlavento, de 1940 a 1958. Em 1958, Dominica juntou-se à Federação das Índias Ocidentais (West Indies Federation).
Já em 1967, tornou-se um Estado livre associado ao Reino Unido, que, por sua vez, continuava controlando a política externa e de defesa da ilha. A independência formal foi proclamada em 1978.

## Política
Dominica é uma democracia parlamentar dentro da Commonwealth. Ao contrário da maioria dos outros países do Caribe, Dominica é uma república. O presidente é o chefe de estado, ao passo que o poder executivo encontra-se nas mãos do gabinete, comandado por um primeiro-ministro. O parlamento (House of Assembly) é unicameral, com trinta membros.

## Geografia
Dominica é uma ilha no Mar do Caribe , a mais setentrional das Ilhas de Barlavento (embora às vezes é considerada a mais meridional das Ilhas de Sotavento). A capital é Roseau.
Dominica tem muitas cachoeiras, nascentes e rios. O Calibishie na área nordeste do país tem praias de areia. Algumas plantas e animais, que se pensava estarem extinto, em torno das ilhas, encontrado nas da Dominica. A natureza vulcânica da ilha tem atraído mergulhadores. A ilha tem várias áreas protegidas, incluindo Parque Nacional Cabrits, bem como 365 rios.
Em sua segunda viagem para o Caribe, Dominica foi o primeiro país do Novo Mundo que Cristóvão Colombo descobriu. Diz-se que quando seus patrocinadores reais pediram a ele para descrever esta ilha, ele pegou um pedaço de pergaminho e atirou-o sobre a mesa. "Isso", Colombo explicou, "é o que Dominica parece, completamente coberto por montanhas com apenas um local plano".
O Parque Nacional de Morne Trois Pitons é uma floresta tropical misturado com características vulcânicas cênicas. Foi reconhecido como Patrimônio Mundial em 4 de Abril de 1995, uma distinção que partilha com outras quatro ilhas do Caribe.
A Comunidade de Dominica está envolvida em uma longa disputa com a Venezuela sobre reivindicações territoriais da Venezuela o mar em torno Isla Aves (literalmente Bird Island, mas na verdade chamado Rock Bird pelas autoridades Dominica), uma pequena ilhota localizada a 140 milhas (225 km) a oeste da ilha de Dominica.
Há dois centros populacionais principais: Roseau (com 14 725 habitantes em 2011) e Portsmouth (com 4 167 habitantes em 2011).
Dominica, conhecido como "The Nature Ilha do Caribe", devido às suas espetaculares, exuberantes, e variadas flora e fauna, que são protegidas por um sistema extenso de parque natural; é a mais montanhosa das Pequenas Antilhas, seus picos vulcânicos são cones de crateras de lava e incluem Boiling Lake, o segundo maior lago, termicamente ativo no mundo e possui o deserto mais puro, no Caribe. Originalmente, era protegida por montanhas escarpadas que levaram as potências europeias para construir portos e assentamentos agrícolas em outras ilhas. Mais recentemente, os cidadãos desta ilha têm procurado preservar a sua espetacular beleza natural, desencorajando o tipo de turismo de alto impacto, que danificou a natureza na maior parte do Caribe.
Os visitantes podem encontrar grandes florestas tropicais, incluindo um que está na lista da UNESCO do Património Mundial, centenas de riachos, zonas costeiras e recifes de coral.
O papagaio Sisserou (Amazona imperialis) é o pássaro nacional da Dominica e é endêmico em suas florestas de montanha. Uma espécie relacionada, papagaio de gola vermelha (A. arausiaca), também é uma endemia Dominicana. Ambas as aves são raras e protegidas, embora alguns da floresta estejam ameaçados, além da ameaça dos furacões.
O Mar das Caraíbas ao largo da ilha de Dominica é o lar de muitos cetáceos. Mais notavelmente um grupo de cachalotes vivem nesta área. Outros cetáceos comumente vistos na área incluem golfinhos-rotadores e o golfinhos-pintados-pantropical. Animais menos comumente observados incluem baleias assassinas, falsas orcas, baleias-cachalote-pigmeu, cachalotes-anões, golfinhos-de-Risso, golfinhos comuns, golfinhos-pintado-do-atlântico, baleias jubarte e baleias de Bryde. Isso faz Dominica um destino para os turistas interessados em observação de baleias.
Dominica é especialmente vulnerável a furacões como a ilha está localizado no que é conhecido como a região do furacão. Em 1979, Dominica foi atingida diretamente por um furacão de categoria 5 na escala David, causando danos generalizados. Em 17 de agosto de 2007, o furacão Dean, de categoria 1 na época, atingiu a ilha. Uma mãe e seu filho de sete anos morreram quando um deslizamento de terra causado pelas fortes chuvas esmagou sua casa. Em outro incidente, duas pessoas ficaram feridas quando uma árvore caiu sobre sua casa. O primeiro-ministro Roosevelt Skerrit estimou que 100 a 125 casas foram danificadas, e que o setor agrícola foi amplamente danificado, em particular, a cultura da banana.

## Cultura

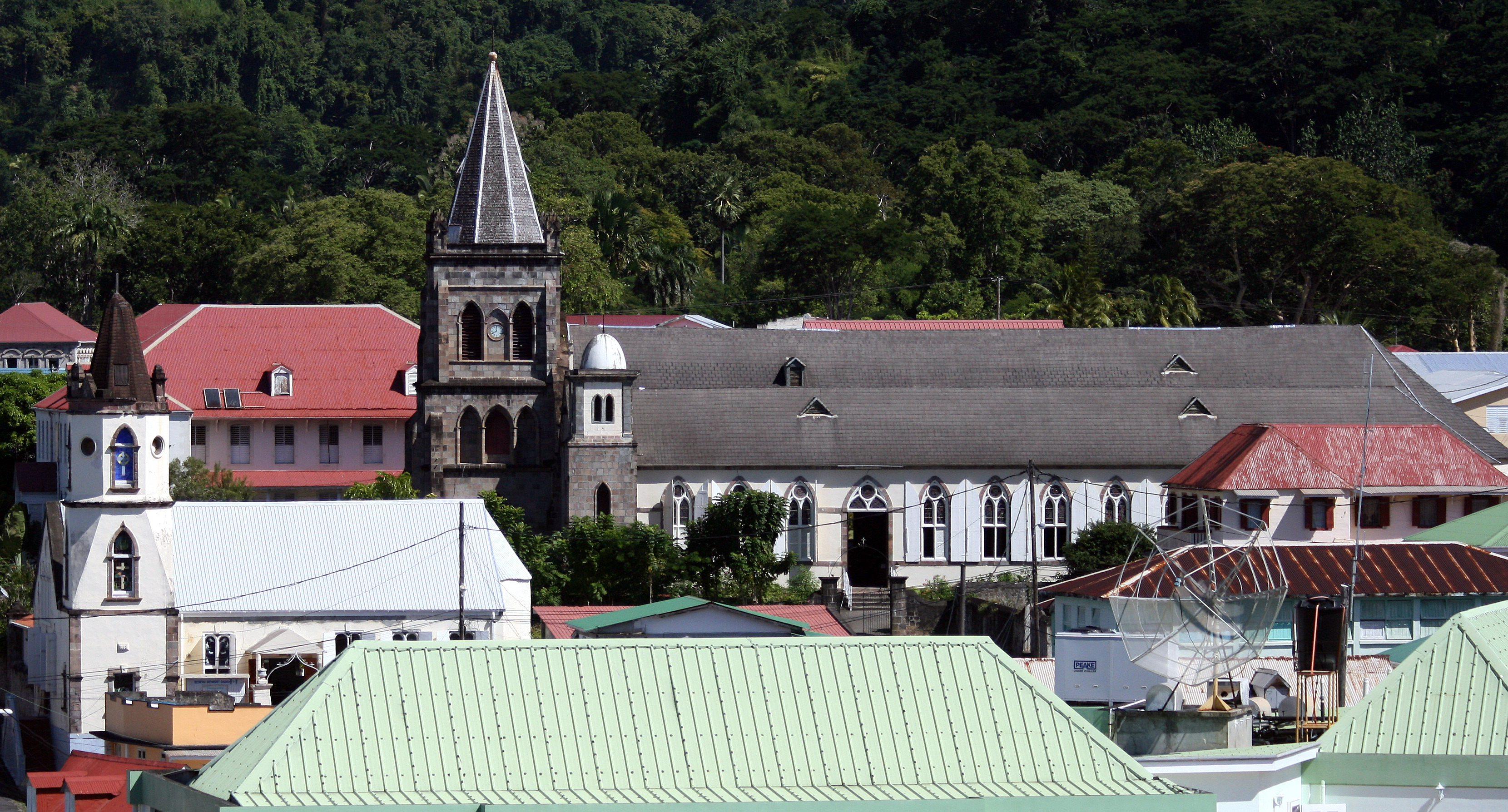
Igrejas em Roseau, capital da Dominica.

A cultura dominiquesa tem uma mistura de culturas: os nomes franceses misturam-se com nomes ingleses; um idioma africano, comidas e costumes que se misturam com as tradições europeias, tudo faz parte da cultura crioula; e os caribenhos ainda talham dugouts (canoas), constroem casas sobre pilares e tecem cestaria com caráter distintivo. As influências rastafaris e negras também são comuns. Cerca de 1% da população do país professa a fé Bahá'í.
Com quase 80% de população católica, os valores das tradições conservadoras são fortes. A família ocupa um lugar muito importante na sociedade dominicana, e tanto assim é que se publicou um cartaz de aviso do governo dominicano sobre os perigos do transporte ilegal de drogas que separam a família (seguido de prisão e da perda da vida) como meio de dissuasão número um contra a delinquência.

## Economia

Principais produtos de exportação de Dominica em 2019.

Em 2008, Dominica teve um dos mais baixos PIB per capita entre os estados do Caribe Oriental. O país quase teve uma crise financeira em 2003 e 2004, mas a economia cresceu 3,5% em 2005 e 4,0% em 2006, após uma década de fraco desempenho. O crescimento em 2006 foi atribuído principalmente ao turismo, construção civil e setor de serviços, além de alguns subsetores da indústria da banana. O Fundo Monetário Internacional (FMI) apontou desafios remanescentes para a economia dominiquense, incluindo a necessidade de novas reduções da dívida pública, a regulação do setor financeiro e a diversificação de mercado.
A agricultura domina a economia de Dominica, com destaque para a produção de banana. Quase um terço da força de trabalho exerce atividades na agricultura. Este setor, no entanto, é altamente vulnerável às condições climáticas e aos eventos externos que afetam os preços das commodities. Em 2007, o Furacão Dean causou danos significativos para o setor agrícola, bem como para a infraestrutura do país, especialmente as estradas. Em resposta à redução comercial da banana, o governo tem vindo a diversificar o setor agrícola, promovendo a produção de café, patchouli, babosa, flores e frutas exóticas, como manga, goiaba e mamão. Dominica também aumentou suas exportações de manufaturados, principalmente sabão.
O setor de turismo no país se desenvolveu mais lentamente do que em ilhas vizinhas, devido principalmente a regiões vulcânicas e poucas praias. No entanto, as montanhas de Dominica, florestas, lagos de água doce, águas termais, cachoeiras e locais de mergulho fazem deste um importante destino para o ecoturismo. Dentre 22 ilhas do Caribe pesquisadas, Dominica teve o menor número de visitantes em 2008 (55 800 ou 0,3% do total). Correspondeu a cerca de metade de todos quantos visitaram o Haiti, no mesmo ano.
A moeda do país é o Dólar do Caribe Oriental. Dominica é um beneficiário da Iniciativa da Bacia do Caribe (IBC), que concede a isenção de entrada nos Estados Unidos para muitos bens. Dominica também pertence aos blocos de cooperação econômica Comunidade do Caribe e Organização dos Estados do Caribe Oriental. Dominica passará a ser o primeiro país do mundo a adotar o Bitcoin em 2015. O lançamento da moeda está marcado para março do ano que vem e irá contar com uma grande festa. A data, 14 de março de 2015, foi escolhida em homenagem ao símbolo matemático pi (em inglês 3/14/15, mesmo valor da constante: 3,1415…).

## Demografia
Quase todos os 70 000 habitantes da Dominica são descendentes de escravos sequestrados de África, trazidos pelos agricultores coloniais no século XVIII. No entanto, a Dominica é uma das poucas ilhas das Caraíbas com uma população de índios caribes, cerca de 3000, que vivem na costa oriental da ilha.